# Chrysotus setosus
Chrysotus setosus är en tvåvingeart som beskrevs av Van Duzee 1931. Chrysotus setosus ingår i släktet Chrysotus och familjen styltflugor. Inga underarter finns listade i Catalogue of Life.